# Nikolaus Katzer
Nikolaus Katzer (* 12. Oktober 1952 in Marburg) ist ein deutscher Historiker.

## Leben
Von 1960 bis 1964 besuchte er die Grundschule in Fronhausen an der Lahn und legte 1972 das Abitur am Landgraf-Ludwigs-Gymnasium in Gießen ab. Von 1974 bis 1978 studierte er Geschichtswissenschaft und Russistik an der Universität Frankfurt am Main. 1978 absolvierte er das Erste Staatsexamen und 1984 das Zweite Staatsexamen für das Gymnasiallehramt. 1983 erfolgte die Promotion. Danach arbeitete er an einem Forschungsprojekt zu den Viermächtekonferenzen der 1950er-Jahre mit und war von 1987 bis 1993 Hochschulassistent an der Rheinischen Friedrich-Wilhelms-Universität Bonn. 1993 war er Stipendiat der Deutschen Forschungsgemeinschaft. Es folgten Forschungsaufenthalte und Archivstudien in London, Stanford, New York und Moskau. Von 1994 bis 1996 war er als Lehrer für Geschichte und Russisch am Elisabethengymnasium in Frankfurt am Main tätig. 1996 habilitierte er sich. Seitdem ist er Professor für die Geschichte des 19. und 20. Jahrhunderts mit besonderer Berücksichtigung Mittel- und Osteuropas an der Helmut-Schmidt-Universität Hamburg sowie seit 2010 Mitglied der Gemeinsamen Kommission für die Erforschung der jüngeren Geschichte der deutsch-russischen Beziehungen.
Von Mai 2010 bis September 2018 war er zudem Direktor des Deutschen Historischen Instituts in Moskau. Seine Nachfolgerin ist Sandra Dahlke.

## Schriften (Auswahl)
- Maksim Gor’kijs Weg in die Russische Sozialdemokratie. Wiesbaden 1990.
- „Eine Übung im Kalten Krieg“. Die Berliner Außenministerkonferenz von 1954. Köln 1994.
- Die Weiße Bewegung in Rußland. Böhlau Verlag, Köln 1999, ISBN 3-412-11698-X.